# Les Horaces
Les Horaces è un'opera in tre atti di Antonio Salieri su libretto di Nicolas-François Guillard, la seconda delle tragédie lyrique composte dal giovane musicista veneto per l'Académie Royale de Musique (Opéra) di Parigi.

## Vicende storiche
La data precisa della prima rappresentazione appare alquanto incerta: secondo alcune fonti ebbe luogo al Théâtre Montansier di Versailles, davanti alla corte, il 2 dicembre 1786,  secondo altre, a Fontainebleau il precedente 2 novembre  Secondo Spire Pitou, invece, la data corretta della première sarebbe il 7 dicembre 1786 e il luogo l'Opéra di Parigi, che operava all'epoca nel nuovo Théâtre de la Porte Saint-Martin. Il 2 dicembre 1786 potrebbe peraltro essere semplicemente la data di una prima per la Corte (all'epoca tutt'altro che inusuale) e il 7 dicembre successivo quella della première pubblica vera e propria.
L'opera, insieme a Tarare, fu commissionata dall'Opéra di Parigi dopo il successo ottenuto con Les Danaïdes, ma ebbe una cattiva accoglienza. Il fallimento dell'opera è stato in parte giustificato con l'opaca prestazione dei cantanti della première, ma qualche responsabilità può essere attribuita anche all'impianto complessivo dell'opera, con una «generale l'insistenza sulla sfera dell'eroismo», forse inadatta alle  scene parigine, e un finale piuttosto scialbo, consistente in un lungo recitativo.

## Interpreti della prima rappresentazione
| Personaggio             | Interprete                         |
| ----------------------- | ---------------------------------- |
| Il vecchio Horace       | Auguste-Athanase (Augustin) Chéron |
| Il giovane Horace       | François Lays                      |
| Curiace                 | Étienne Lainez                     |
| Camille                 | Antoinette Cécile de Saint-Huberty |
| Una compagna di Camille | Adelaïde Gavaudan                  |
| Il Gran Sacerdote       | Martin-Joseph Adrien               |
| Valère                  | Claude-Armand Chardin ("Chardini") |
| Un romano Un oracolo    | Moreau                             |
| Un albano               | Châteaufort                        |

## Trama
La vicenda, ambientata nell'antica Roma, è quella della leggendaria  sfida tra Orazi e Curiazi. È stato deciso che la guerra tra Roma e Albalonga venga decisa da un duello tra gli Orazi, romani, tre fratelli figli di Publio Orazio, e i Curiazi, tre gemelli di Albalonga. Inizialmente le sorti del combattimento sembrano favorevoli ai Curiazi, che eliminano due degli avversari, ma infine Orazio, il rappresentante romano superstite, riesce ad avere la meglio ed uccide i tre Curiazi.
L'opera mette in scena solo due dei duellanti, Horace e Curiace, ed è particolarmente concentrata sul personaggio di Camille, la sorella di Horace, innamorata di Curiace, a cui vengono affidate arie importanti. Horace, dopo il combattimento, minaccia di uccidere la sorella, che gli rinfaccia di averle tolto l'amante, ma Camille viene salvata da Valère, uno spasimante che ella aveva rifiutato.

## Discografia
- L'ouverture di Les Horaces fa parte di Antonio Salieri. Overtures & Ballet music (Volume 1), direttore Thomas Fey, Mannheimer Mozartorchester, Haenssler Classic, 2008[10]